# Porto-Novo
Porto-Novo – miasto w południowo-wschodnim Beninie, konstytucyjna stolica tego państwa oraz ośrodek administracyjny departamentu Ouémé. Położone jest nad laguną Porto-Novo przy Zatoce Gwinejskiej, około 20 km na północny wschód od Kotonu, największego miasta kraju. W spisie ludności z 11 maja 2013 roku liczyło 264 320 mieszkańców.

## Charakterystyka
Miasto pełni głównie funkcje administracyjne. Jest ośrodkiem handlowym regionu uprawy palmy oleistej i kokosowej. Dominuje tu przemysł spożywczy (głównie olejarski), mydlarski, ponadto dobrze rozwinięte są drobna metalurgia i rzemiosło. W mieście działa port rybacki. Porto-Novo połączone jest linią kolejową z portem w Kotonu. W mieście znajduje się biblioteka narodowa.

## Historia
W XVI wieku miasto było portugalską faktorią handlową. Od końca XVII wieku było stolicą samodzielnego państewka ludu Fon, podbitego w pierwszej połowie XVIII wieku przez Dahomej. W 1883 roku zostało zajęte przez Francuzów, a rok później zostało ustanowione stolicą francuskiej kolonii Dahomej. Około 1923 roku przeniesiono stolicę z Abomey do Porto-Novo. Od 1960 roku jest stolicą niepodległego Beninu.

## Klimat
Średnia dzienna temperatura nie waha się znacznie w ciągu roku – od 25,6 °C w sierpniu do 28,9 °C w marcu. Średnia liczba dni z opadami jest najwyższa w czerwcu (15 dni), a najniższa w styczniu (1 dzień).
| Miesiąc                                                                                      | Sty  | Lut  | Mar  | Kwi  | Maj  | Cze  | Lip  | Sie  | Wrz  | Paź  | Lis  | Gru  |    |
| -------------------------------------------------------------------------------------------- | ---- | ---- | ---- | ---- | ---- | ---- | ---- | ---- | ---- | ---- | ---- | ---- | -- |
| Średnie temperatury w dzień [°C]                                                             | 30,8 | 31,6 | 31,9 | 31,6 | 31,0 | 29,2 | 28,0 | 27,8 | 28,4 | 29,6 | 30,9 | 30,8 |    |
| Średnie dobowe temperatury [°C]                                                              | 27,3 | 28,5 | 28,9 | 28,6 | 27,8 | 26,5 | 25,8 | 25,6 | 26,0 | 26,7 | 27,6 | 27,3 |    |
| Średnie temperatury w nocy [°C]                                                              | 23,8 | 25,4 | 25,9 | 25,6 | 24,6 | 23,7 | 23,7 | 23,4 | 23,6 | 23,8 | 24,3 | 23,8 |    |
| Średnia liczba dni z opadami                                                                 | 1    | 2    | 4    | 7    | 11   | 15   | 8    | 5    | 8    | 8    | 4    | 2    | 75 |
| Źródło: Norwegian Meteorological Institute and Norwegian Broadcasting Corporation 2016-10-02 |      |      |      |      |      |      |      |      |      |      |      |      |    |

## Demografia
W 2013 roku populacja miasta liczyła 264 320 mieszkańców. W porównaniu z 2002 rokiem rosła ona średnio o 1,5% rocznie.
|  |